# Káhirsko-dakarská dálnice
Káhirsko-dakarská dálnice (anglicky Cairo-Dakar Highway) je dálnice v severní Africe, Jinak je také nazývána jako Trans-africká dálnice č. 1 (TAH 1) a je základní součástí transkontinentální silniční sítě, kterou společně rozvíjejí Hospodářská komise OSN pro Afriku (UNECA), Africká rozvojová banka (AfDB) a Africká unie. Podstatná část této dálnice, mezi Tripolisem a Nouakchottem, byla postavena v projektu Arabské maghrebské unie.
Její délka je 8 636 kilometrů a vede z Káhiry do Dakaru podél pobřeží Středozemního moře a podél pobřeží Atlantského oceánu v severozápadní Africe. S výjimkou krátkého úseku blízko západosaharsko-mauretánské hranice má pevný povrch. Spojuje se s dálnicí Dakar-Lagos (TAH 7) a tím vytváří severojižní trasu mezi Rabatem a Monrovií přes Saharu a kolem západního výběžku kontinentu. V současné době (2020) není možné dálnicí projet v celé její délce, protože alžírsko-marocká hranice je od roku 1994 uzavřená.